# پلاستینه کردن
پلاستینه یعنی منسوب به پلاستیک. پلاستینه صفت نسبی است برای پلاستیک. 

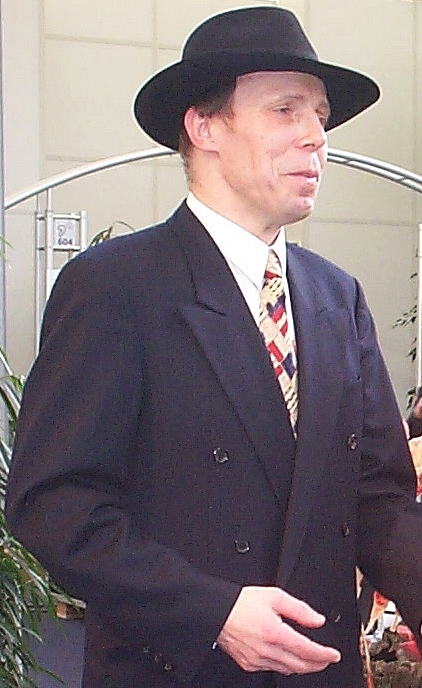
گونتر فون هاگنز مبدع روش پلاستینه‌سازی

پلاستینه کردن یا پلاستینه‌سازی (به انگلیسی: Plastination) روشی است در کالبدشناسی برای محفوظ نگه داشتن قطعات تن انسان. در این روش آب و چربی موجود در بافتها با نوع خاصی از پلاستیکی جایگزین می‌شود. عضو پلاستینه‌شده قابل لمس است، از فساد و تباهی در امان مانده و بو نمی‌دهد. حتی خواص اولیهٔ نمونهٔ استفاده شده نیز پس از پلاستینه شدن بهتر حفظ می‌شود. این روش در دههٔ ۱۹۷۰ به دست کالبدشناس آلمانی گونتر فون هاگنز ابداع شد. او نمایشگاه سیاری به نام دنیاهای تن به پا کرده که در آن بدن و اعضای پلاستینه‌شدهٔ تن آدمی به نمایش درمی‌آید.

## نگارخانه

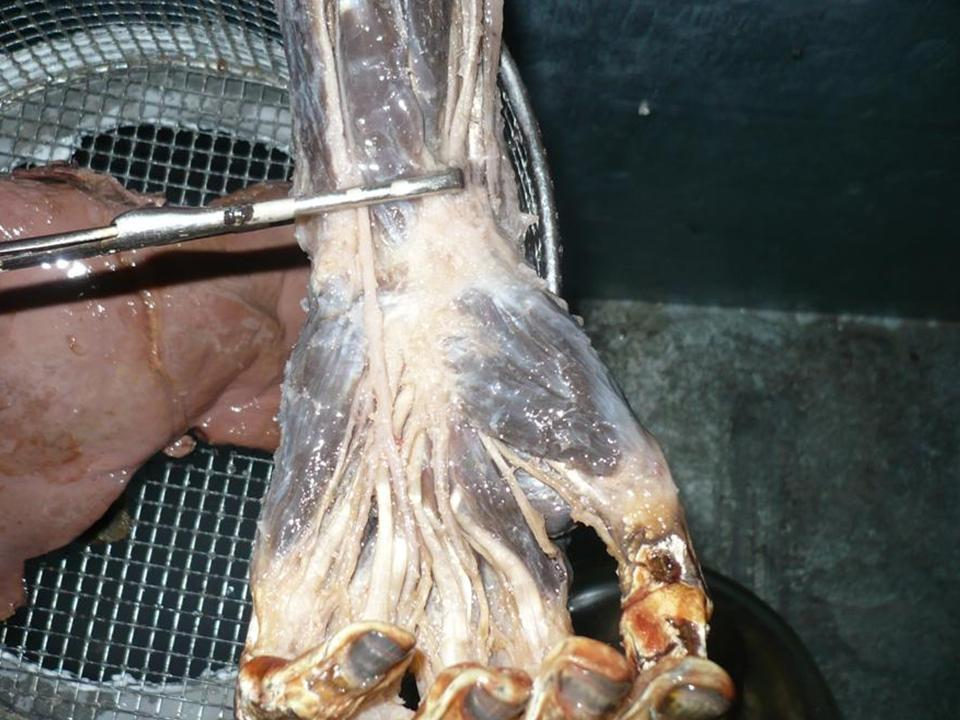
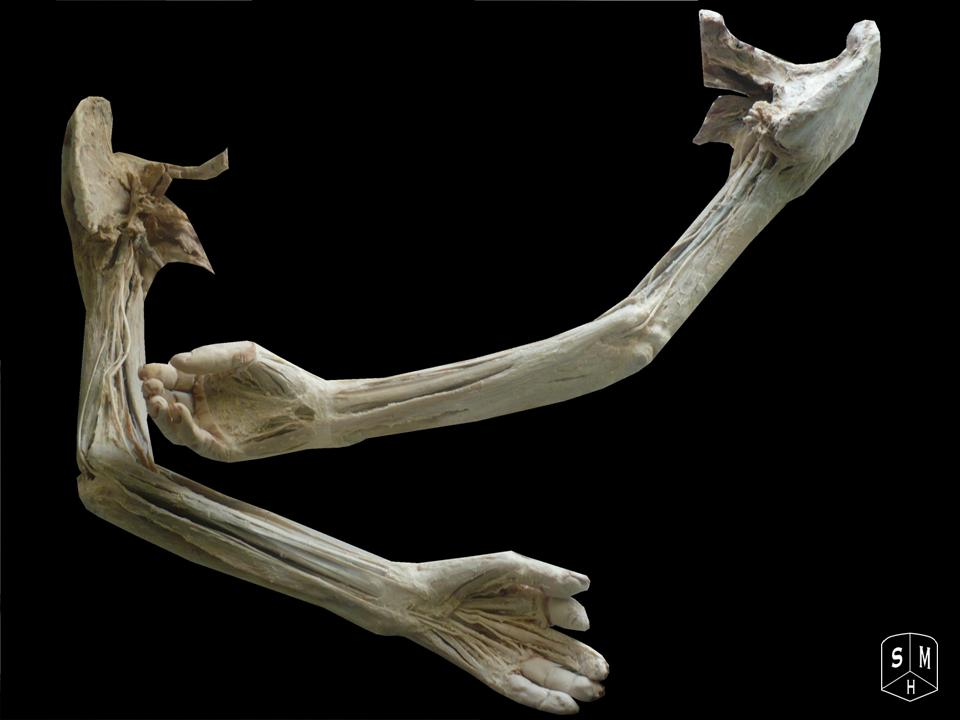
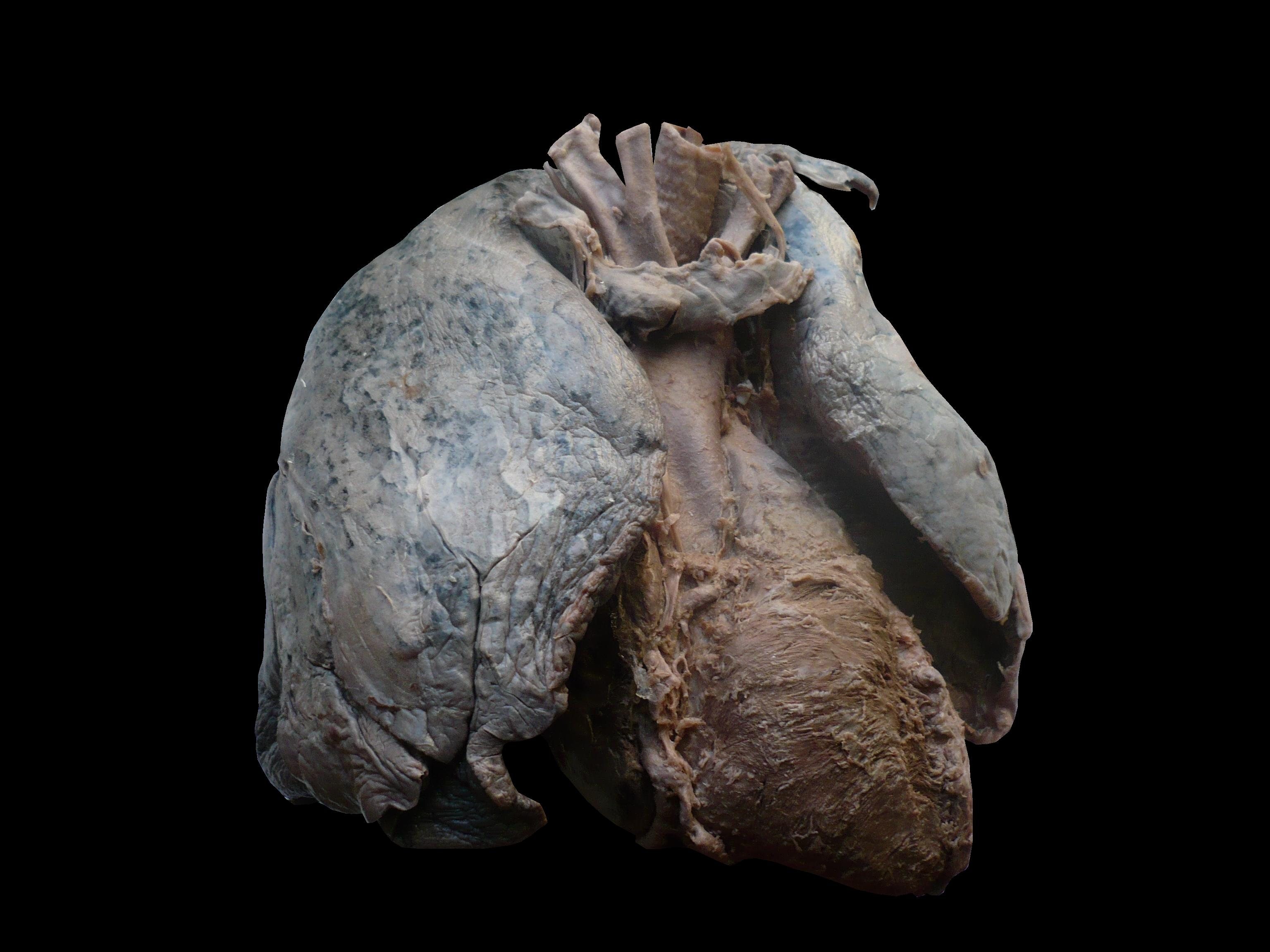
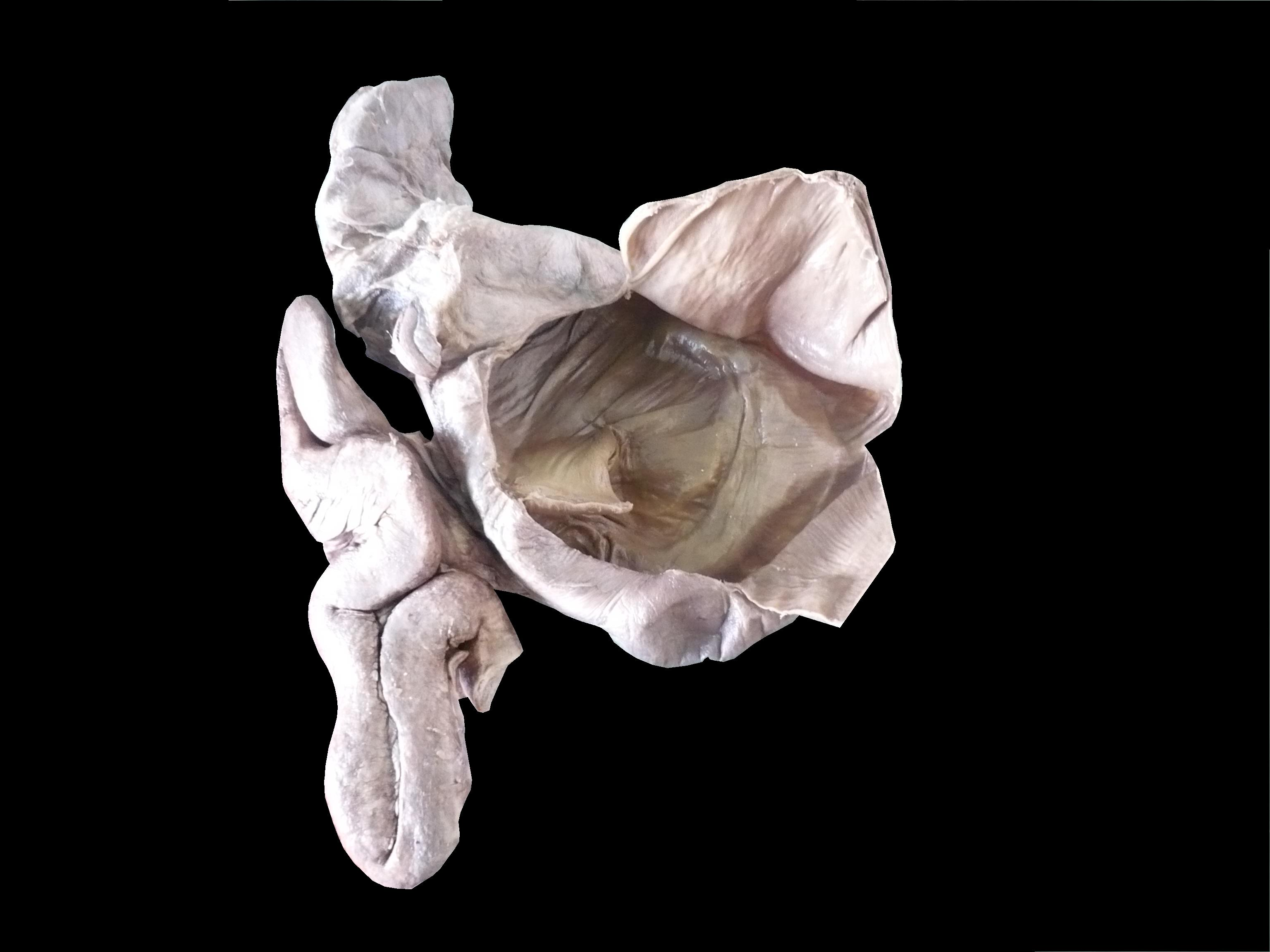
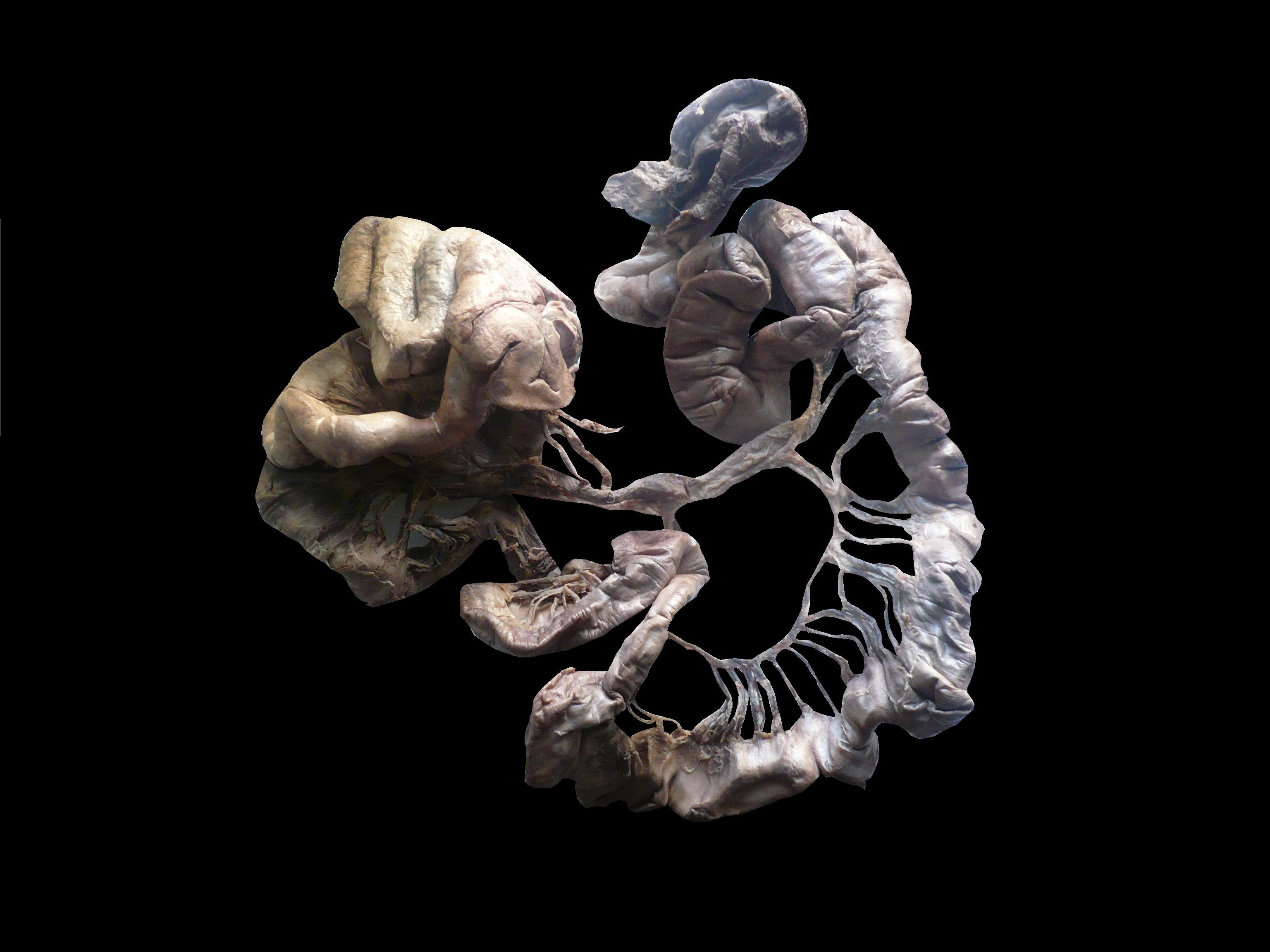
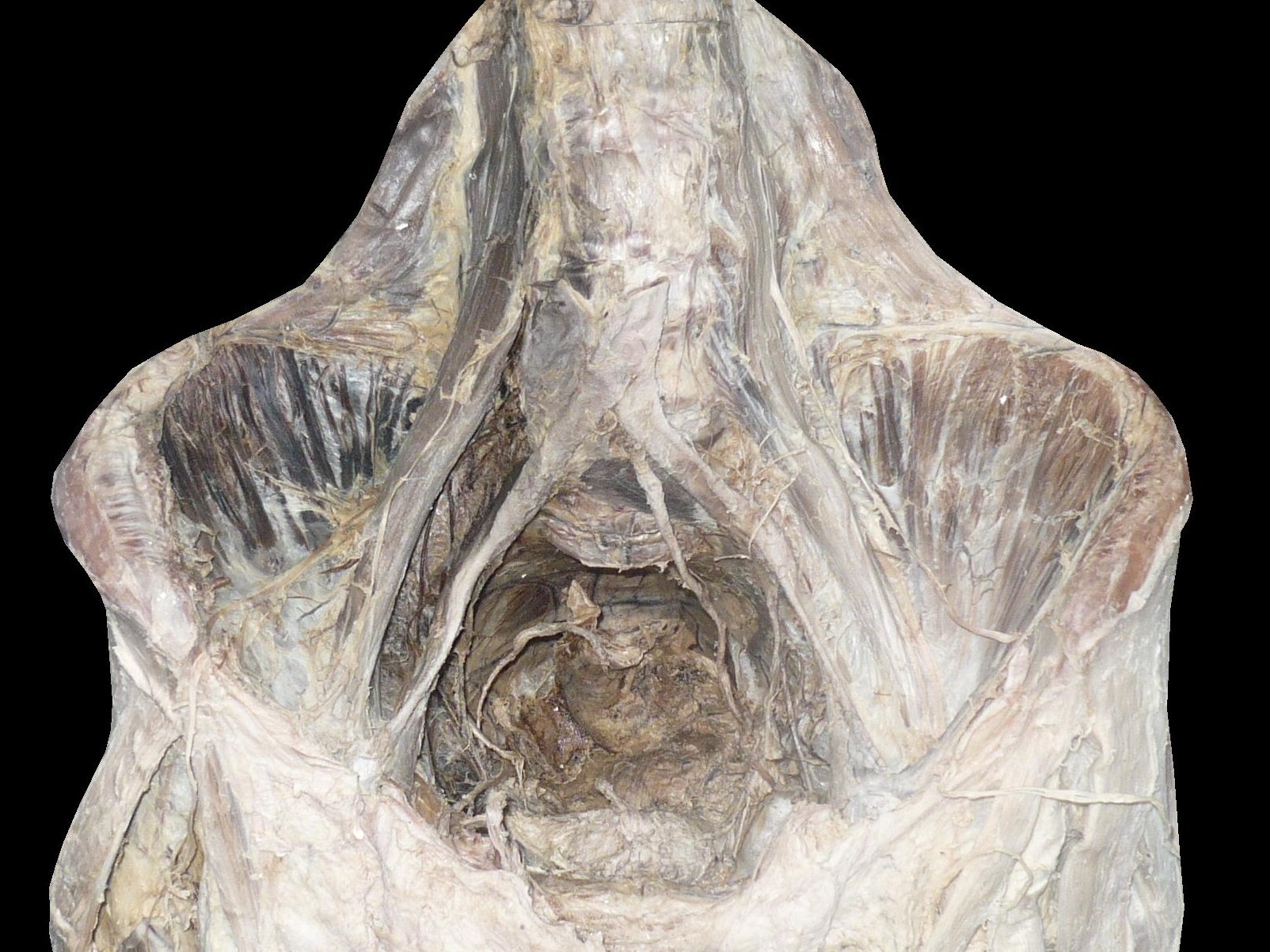
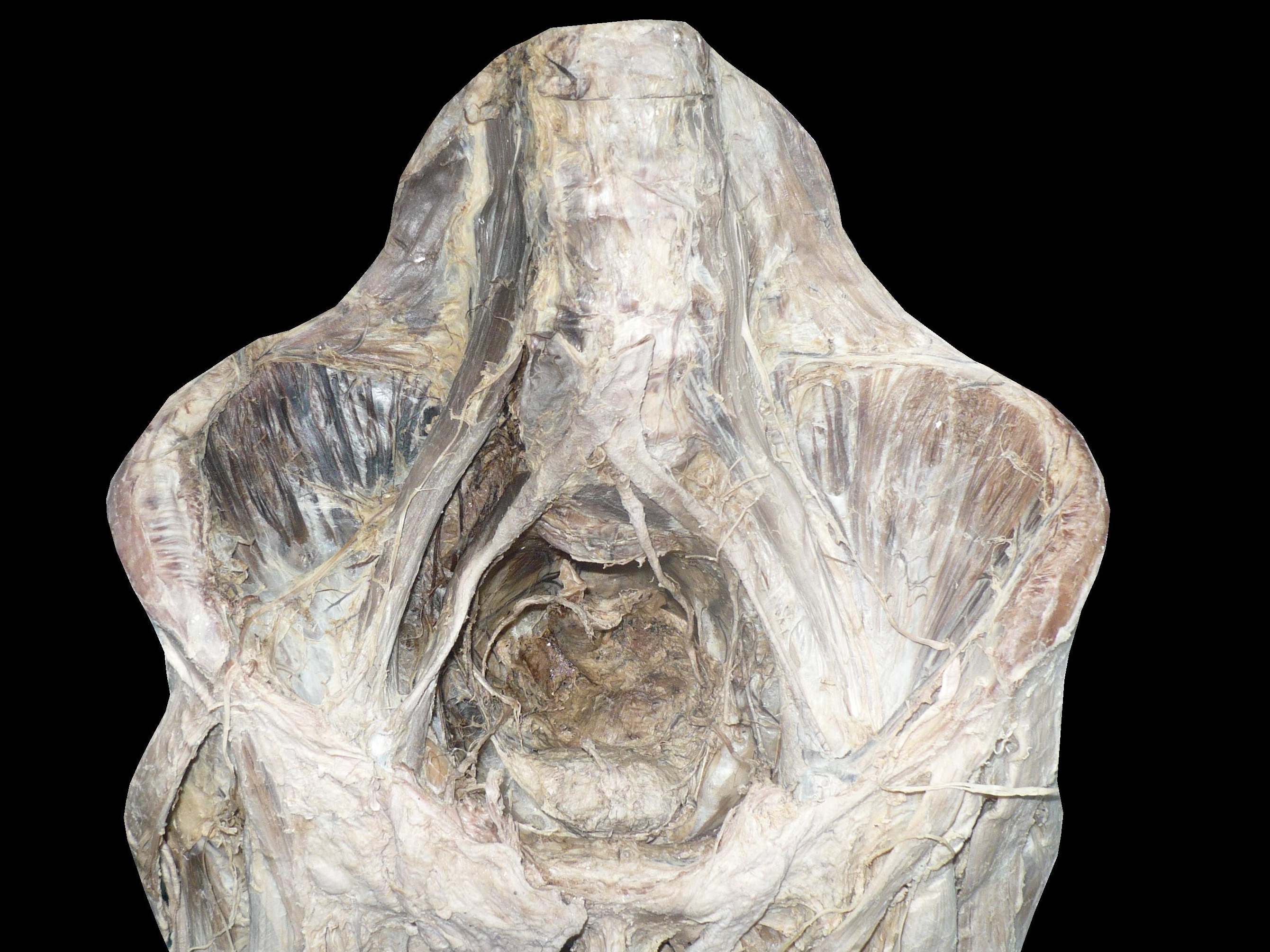
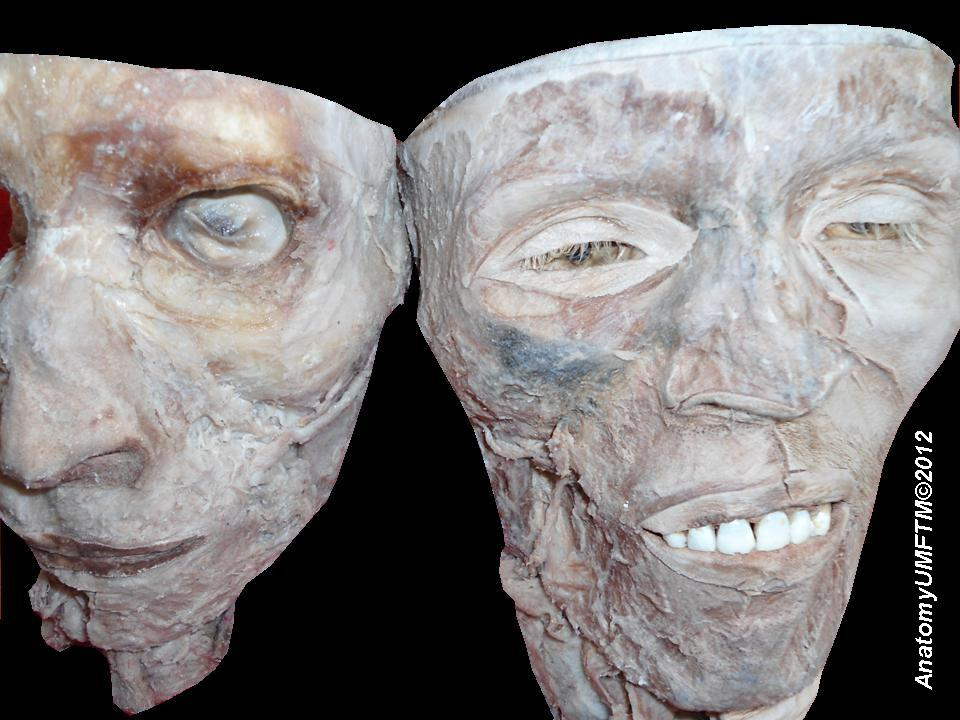

## جستارهای وابسه
- خشک‌کردن انجمادی